# Comedian

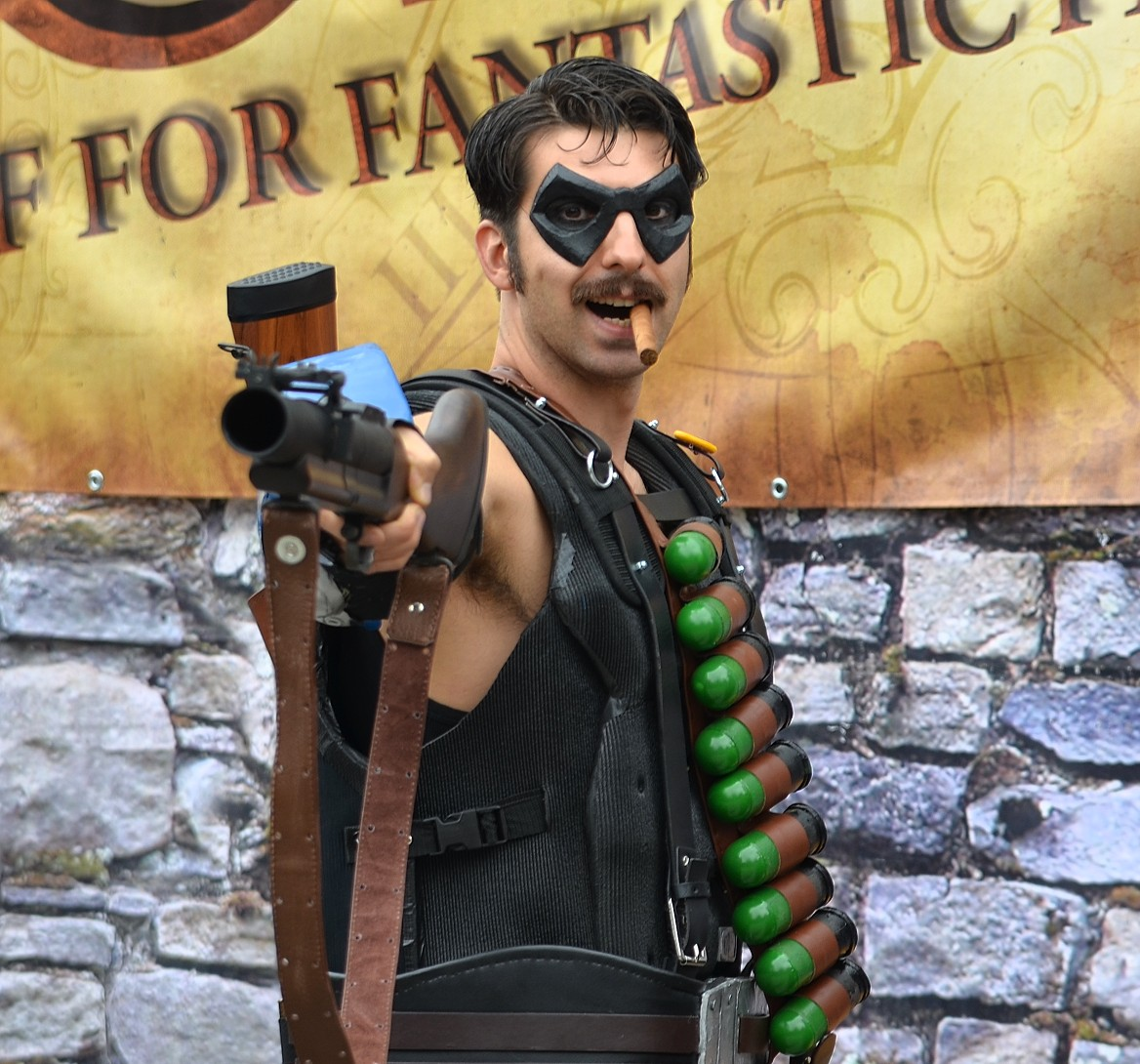
Comedian

The Comedian ("O Comediante" na versão em português), alterego de Edward Morgan Blake, é um personagem fictício, apresentado na série Watchmen, publicada pela editora estadunidense DC Comics entre 1986 e 1987.
Vigilante transformado em agente paramilitar, o Comedian é mostrado em alguns dos momentos mais intensos da série como um niilista com pouco respeito pela moralidade ou para com a vida humana. Na falta de argumentos em contrário, é provável que ele só combatia o crime como uma desculpa para cometer atos sádicos e violentos. 
Comedian foi criado por Alan Moore e Dave Gibbons. Assim como alguns personagens da série, é inspirado em personagens da Charlton Comics, neste caso o Pacificador, criado por Joe Gill e Pat Boyette e com detalhes de Nick Fury.